# 銀禧線
銀禧線（英語：Jubilee Line；或音译作朱比利线）是英國倫敦地鐵一條路線，線名由來為英國女王伊利沙伯二世登基25週年，即所謂「銀禧年」。本線在路線圖上以銀灰色表示，起自倫敦東部的斯特拉特福，途經碼頭區、南岸和西區，前往西北部市郊的史丹摩。該線於1979年啟用，雖然是倫敦地鐵最新的路線，但部分路段和車站早於1932年和1879年已經啟用，1999年延伸到斯特拉特福，全線共有27個車站，其中13個設於地底。在2011/12年度約有2.1億人次乘搭。

## 歷史

### 1939至1979年，弗利特線
最初計劃時，路線將稱為弗利特線（英語：Fleet Line；因路線最終規劃將途經弗利特河）。
路線在1979年4月30日由威爾斯親王主持開通，並於翌日正式載客。

### 計劃延線
1979年建成的路線只是四期計劃中的第一期路線，但因缺乏資金，路線直至90年代末也沒有改變。
- 第二期 路線將沿弗利特街延伸至奧德維奇、拉德蓋特圓環（英语：Ludgate Circus）、景隆街和芬喬奇街
- 第三期 路線將穿過泰晤士河接駁東倫敦線的瑟里碼頭站，並取代其服務前往新十字門站和新十字站，及從新十字站延伸至路易咸
- 第四期 路線將由路易咸繼續延伸，並接駁市效的愛迪斯堪（英语：Addiscombe Line）和海耶斯支線

於70年代時，亦曾提出另一計劃，把銀禧線沿泰晤士河平行延伸至泰晤士米德。但因造價太高，所以並未興建。

### 千禧延線
由於土地利用的改變，尤其是碼頭區的重建計劃，所以路線由查令十字延伸的設劃便有重大改變。最後，銀禧線延線由綠園開始，不經查令十字，直接延伸至斯特拉特福站作新總站，並增設10個車站。延伸段完全開放後，銀禧線成為整個倫敦地鐵系統中唯一一條可與所有其他路線轉乘的路線。而該延線是倫敦地鐵中唯一擁有月台幕門的路線。

### 24小時服務
在計劃中，本線自2015年9月12日起將於週五及週六深夜提供全線通宵服務，但最後計劃延遲至2016年10月7日才得以落實。

## 特色

### 車站
貝克街以北的車站並非因本線而興建。聖約翰林站和瑞士屋站是以貝克盧線支線車站名義在1939年啟用，所以設計跟傳統倫敦地鐵車站相似。而芬奇利路以北的車站則早以大都會鐵路（現大都會線）名義啟用。在1939年，除了溫布利公園站仍有該線服務外，貝克盧線取代了該線其他車站服務。然後，銀禧線接管了貝克盧線由貝克街至史丹摩的服務。所以，本線在1979年啟用的「新」車站只有必嘉街西行月台（東行於1939年啟用）、龐德街、綠園，和現時已關閉的查令十字。
銀禧線延線車站特色：
- 由月台無障礙通行至地面
- 劃時代的建築
- 設有月台幕門

月台幕門除了可阻擋列車駛過時產生的強風外，亦可避免乘客誤闖路軌，或拋垃圾進路軌。

### 列車
當本線啟用時，全線均使用1972型列車。於1984年，部分列車則被改為以全新的1983型列車服務。而原有的1972型列車則被改派往貝克盧線服務。此線延長時，路線引入了GEC Alstom-都城嘉慕製造的1996型列車，並全面取代舊有列車。雖然1996型列車外表與北線的1995型列車相似，但它沒前者般先進。1996型列車車廂內部有顯示屏和自動廣播系統，讓乘客更清楚路線資料。最初系統只列出路線目的地，但其後開始，它可列出下站名稱和該站可轉乘路線。後來，顯示屏上的資料更可捲動顯示。1996型列車於2017年起陸續展開翻新工程，首列完成翻新的列車(96005)已於2017年2月23日重新投入服務。

### 增加第七卡
在2005年12月26日，本線連續關閉五天為全線六卡列車增加一卡。六卡和七卡列車不能混合行走是因為月台幕門不能同時兼顧兩種列車長度進行操作。信號系統亦同時因應延長了的列車進行更新。

### 信號系統
本線於2009年使用自動行車系統，並改用現時使用於碼頭區輕鐵的SelTrac信號系統。此信號系統已於2006年下半年開始安裝測試。

## 未來發展

### 泰晤士米德支線
於北格林尼治站啟用時，它已經預留向東延伸一條支線往泰晤士米德的條件。但現時仍未有興建此支線的時間表。

## 車站列表
| 無障礙設施 | 中文站名     | 英文站名 | 轉乘路線                                              | 所在地     |
| ---------- | ------------ | -------- | ----------------------------------------------------- | ---------- |
| ✓          | 史丹摩       |          |                                                       | 哈羅區     |
|            | 教士公園     |          |                                                       | 哈羅區     |
|            | 昆斯伯里     |          |                                                       | 布倫特區   |
| ✓          | 金斯伯里     |          |                                                       | 布倫特區   |
| ✓          | 溫布利公園   |          | 大都會線                                              | 布倫特區   |
|            | 尼斯登       |          |                                                       | 布倫特區   |
|            | 多利斯山     |          |                                                       | 布倫特區   |
|            | 威爾斯登綠地 |          |                                                       | 布倫特區   |
| ✓          | 基爾伯恩     |          |                                                       | 布倫特區   |
|            | 西漢普斯特德 |          | 北倫敦線、                                            | 卡姆登區   |
|            | 芬奇利路     |          | 大都會線                                              | 卡姆登區   |
|            | 瑞士屋       |          |                                                       | 卡姆登區   |
|            | 聖約翰伍德   |          |                                                       | 西敏市     |
|            | 貝克街       |          | 貝克盧線、 環線、 漢默史密斯及城市線、 大都會線       | 西敏市     |
| ✓          | 龐德街       |          | 中央線                                                | 西敏市     |
| ✓          | 綠園         |          | 皮卡迪利線、 維多利亞線                               | 西敏市     |
| ✓          | 西敏         |          | 環線、 區域線                                         | 西敏市     |
| ✓          | 滑鐵盧       |          | 貝克盧線、 北線、 滑鐵盧及城市線、 碼頭區輕便鐵路     | 蘭貝斯區   |
| ✓          | 南華克       |          | （滑鐵盧東）                                          | 南華克區   |
| ✓          | 倫敦橋       |          | 北線、                                                | 南華克區   |
| ✓          | 伯蒙德賽     |          |                                                       | 南華克區   |
| ✓          | 加拿大塘     |          | 東倫敦線                                              | 南華克區   |
| ✓          | 金絲雀碼頭   |          | 碼頭區輕便鐵路                                        | 塔村區     |
| ✓          | 北格林尼治   |          |                                                       | 格林威治區 |
| ✓          | 景寧鎮       |          | 碼頭區輕便鐵路                                        | 紐漢區     |
| ✓          | 西漢姆       |          | 區域線、 漢默史密斯及城市線、 碼頭區輕便鐵路、        | 紐漢區     |
| ✓          | 斯特拉特福   |          | 中央線、 北倫敦線、 碼頭區輕便鐵路、 倫敦交通局鐵路、 | 紐漢區     |

### 停用車站
- 查令十字

該站銀禧線月台會在服務受阻時用作車務調動。例如綠園至斯特拉特福之服務受阻時，列車會以綠園作為終站，然後駛至該月台掉頭，再駛回綠園繼續服務。